# Missy (Pornodarstellerin)

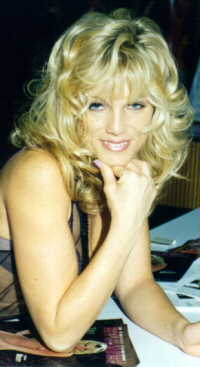
Missy (2006)

Missy (bürgerlich Maria Christina; * 24. September 1967 in Burbank, Kalifornien; † 18. August 2008 in Valencia, Kalifornien) war eine US-amerikanische Pornodarstellerin.

## Karriere
Missy begann ihre Karriere im Jahr 1994. Laut IADF spielte sie in über 430 Filmen mit. 2001 beendete sie schließlich ihre Karriere.
Am 13. August 2008 starb sie an einer Medikamenten-Überdosis, wie AVN am 29. September 2008 berichtete.
Sie hat mehrere AVN Awards gewonnen und wurde in die AVN Hall of Fame sowie XRCO Hall of Fame aufgenommen.

## Auszeichnungen
- 1997: XRCO Award – Best Group Scene – American Tushy
- 1997: XRCO Award – Female Performer of the Year
- 1997: AVN Award – Best All-Girl Scene, Video – Buttslammers the 13th
- 1997: AVN Award – Best Group Scene, Video – American Tushy
- 1997: AVN Award – Best New Starlet
- 1997: AVN Award – Female Performer of the Year
- 1998: XRCO Award – Best Group Scene – The Psychosexuals
- 1998: AVN Award – Best All-Girl Scene, Film – Satyr
- 2002: AVN Hall of Fame
- 2009: XRCO Hall of Fame